# Deng Zhiwei
Deng Zhiwei (chiń. 邓志伟; ur. 1 lutego 1988) – chiński zapaśnik w stylu wolnym. Olimpijczyk z Rio de Janeiro 2016, gdzie zajął trzynaste miejsce w kategorii 125 kg, z Tokio 2020, gdzie zajął piąte miejsce w kategorii 125 kg i Paryża 2024, gdzie zajął jedenaste miejsce w kategorii do 125 kg.
Srebrny medalista mistrzostw świata w 2018 i brązowy w 2019; piąty w 2013 roku. 
Wicemistrz igrzysk azjatyckich w 2018 i siódmy w 2014. Wicemistrz Azji w 2019; trzeci w 2011 i 2015. Wicemistrz igrzysk wojskowych w 2015 i trzeci w 2019. Wojskowy mistrz świata w 2013 roku.